# Bola Tinubu
Bola Ahmed Adekunle Tinubu (* 29. března 1952 Lagos) je nigerijský politik a podnikatel. Je členem strany All Progressives Congress a od května 2023 zastává funkci prezidenta Nigérie.
Je příslušníkem národa Jorubů a praktikujícím muslimem. Ve svém oficiálním životopise uvádí, že jeho matkou byla významná lagoská obchodnice Abibatu Mogaji, jeho protivníci však toto tvrzení zpochybňují.
Na Chicago State University v USA získal roku 1979 diplom v oboru účetnictví. Po návratu do vlasti pracoval pro firmu Mobil Oil a v roce 1992 byl zvolen senátorem. Byl hlavním kritikem vojenského převratu, který provedl Sani Abacha, za jehož diktatury pobýval čtyři roky v exilu. V roce 1999 byl zvolen guvernérem státu Lagos, funkci zastával do roku 2007. Zasloužil se o ekonomický vzestup regionu, byl však také obviňován z korupce a spojení s organizovaným zločinem. O jeho sklonu ke zneužívání pravomocí byl natočen dokumentární film The Lion of Bourdillon, jehož autory Tinubu zažaloval, spor skončil smírem. 
Stal se jedním z nejbohatších Nigerijců a významnou postavou politického zákulisí, patřil k nejbližším spojencům prezidenta Muhammadu Buhariho. Byl kandidátem strany APC v prezidentských volbách konaných 25. února 2023. V prvním kole získal 8 794 726 hlasů a díky dostatečnému zisku ve většině států se stal podle ústavy prezidentem. Na druhém místě skončil bývalý viceprezident Atiku Abubakar, který poté napadl regulérnost voleb.
Po svém zvolení prezident představil program hospodářského oživení, nazvaný Tinubunomics. K jeho prvním krokům patřila devalvace měny a zrušení dotací na pohonné hmoty, což zasáhlo především nemajetné vrstvy. V březnu 2024 prezident oznámil, že v rámci úsporných opatření výrazně omezí zahraniční cesty.